# Elezioni parlamentari in Giamaica del 2020
Le elezioni parlamentari in Giamaica del 2020 si sono tenute il 3 settembre per il rinnovo della Camera dei rappresentanti.

## Risultati
| Liste                        | Voti    | %     | Seggi |
| ---------------------------- | ------- | ----- | ----- |
| Partito Laburista Giamaicano | 408 376 | 57,07 | 49    |
| Partito Nazionale del Popolo | 305 950 | 42,76 | 14    |
| Indipendenti                 | 1 185   | 0,17  | –     |
| Totale                       | 715 511 | 100   | 63    |